# Evidenz (Philosophie)
Evidenz bezeichnet in der Philosophie das aufgrund von Augenschein oder zwingender Schlussfolgerung unbezweifelbar Erkennbare oder die dadurch erreichte unmittelbare Einsicht. Eine aufgrund von Evidenz gewonnene Gewissheit wird als selbstverständlich empfunden, für die es keiner Beweisführung bedarf. In einer philosophiegeschichtlichen Sichtweise wird der Begriff Evidenz in den jeweiligen Positionen mit eigenen Inhalten ausgefüllt. Das Adjektiv evident wird im Sinne von „offensichtlich“ auch außerhalb der Philosophie in beliebigen Kontexten verwendet.
Ausgehend von englisch evidence hat sich in jüngerer Zeit eine andere, teils gegensätzliche Wortbedeutung etabliert: Evidenz als Bezeichnung für empirische Nachweise in der Wissenschaft. Siehe dazu Empirische Evidenz.

## Etymologie
Das Substantiv Evidenz beruht auf einer Entlehnung von lateinisch evidentia. Das lateinische Substantiv evidentia wird mit „Eindeutigkeit“ oder „Klarheit“ übersetzt, im Bereich der Rhetorik mit „Veranschaulichung“ oder „Evidenz“, im nachklassischen Latein mit „Ersichtlichkeit“. Es ist die Substantivbildung des lateinischen Adjektivs evidens („ersichtlich“, „augenscheinlich“), das im 18. Jahrhundert ins Deutsche übernommen wurde (Adjektiv evident). Dem lateinischen Adjektiv liegt das Verb videre (deutsch „sehen“) zugrunde. Zur selben Wortfamilie gehören die Fremdwörter Video und Vision.
Eine spezielle Ausdrucksweise kennt das österreichische Deutsch mit der Formulierung „etwas in Evidenz halten“ im Sinne von „etwas im Auge behalten“. Diese Aufgabe übernahm das historische Evidenzbüro als ein militärischer Nachrichtendienst in der österreichisch-ungarischen Monarchie.

## Positionen
In der Philosophie gibt es unterschiedliche erkenntnistheoretische präzisierende Vorschläge, wie ein damit zu verbindender spezifischer Begriff zu analysieren ist – und Positionen, ob und in welchem Umfang und Kontext menschlicher Erkenntnis so bestimmte Evidenzen verfügbar sind. Viele Erkenntnistheoretiker nehmen an, dass Wissen auf dem Gerechtfertigtsein von Meinungen und letztlich auf einem Fundament gründet, das man als aus „Evidenzen“ bestehend beschreiben kann. Den Begriff der Evidenz bzw. der Gewissheit und die Mechanismen des Zustandekommens von Evidenzen zu verstehen ist demnach zentral für die Erkenntnistheorie.

### Epikureismus
Epikur (341 v. Chr.−271 oder 270 v. Chr.) – griechischer Philosoph und Begründer des Epikureismus – vertritt eine empiristische Position: Jede Erkenntnis beruht nach Epikur auf Wahrnehmungen. Sie entstehen durch Emanation aus den Gegenständen – und die Wahrnehmungen sind stets wahr.

### Scholastik
Johannes Duns Scotus (um 1266–1308) – schottischer Theologe und Philosoph der Scholastik – beschreibt die Evidenz als intuitive Erkenntnis. Jeder Begriff, den man von einem Gegenstand bildet, hat notwendig die Eigenschaft, dass er auch auf andere Gegenstände anwendbar ist. Selbst die detaillierte Beschreibung einer Sache schließt nicht aus, dass mit dieser Beschreibung auch ein anderer Gegenstand erfasst werden könnte. Das besondere Wesen eines Gegenstandes, seine individuelle Einheit, erkennt man nur durch eigene, unmittelbare Anschauung und nicht durch Beschreibung eines Dritten. Intuitive Erkenntnis ist vor allem auf der Gefühls- bzw. Wahrnehmungsebene angesiedelte, unmittelbare Grundlage zum Erkennen der Singularitäten (der Einzigartigkeiten), die im Individuum jeweils kontingent (als zufällige Eigenschaften angeordnet) sind. Das Singuläre wird schon aufgenommen, bevor der Verstand in der abstrahierten Erkenntnis das Universelle im Gegenstand erfassen kann. Die begriffliche Beschreibung ist auf die Teile des Gegenstandes gerichtet und damit sekundär.
Intuitive Erkenntnis ist ein Vorgang der unmittelbaren Anschauung, die einerseits die sinnliche Präsenz des Wahrgenommenen enthält und andererseits das „hier und jetzt“ eines Gegenstandes im Verstand widerspiegelt. Insbesondere das Wissen um das Sein eines Gegenstandes zählt zu dieser Erkenntnisweise. Die intuitive Erkenntnis macht die Existenz eines Gegenstandes evident. Ohne intuitive Erkenntnis wüsste der Mensch nichts über sein Innenleben. Erst intuitive Erkenntnis ermöglicht Reflexion und Selbsterkenntnis.
Laut Scotus sind einige Methoden und Prozesse der Erkenntnis in ihrem Ursprung nicht zu beweisen. Hierzu zählt er:
- die Prinzipien der Logik, also die Sätze von der Identität, des Widerspruchs und vom Ausgeschlossenen Dritten;
- die Gegenstände der unmittelbaren, im Einzelfall gegebenen Erfahrung durch die Sinne;
- die Intentionalität des eigenen Handelns, zum Beispiel der künstlerische Akt oder der Willensakt.

(Unmittelbare) Evidenz kann verstanden werden als ein weder zu beweisender noch zu widerlegender, sondern sich klar zeigender, einleuchtender Sachverhalt. Gewissheit ist dann die „feste, in der Evidenz begründete Zustimmung“.

### Rationalismus
Für René Descartes (1596–1650) steht das Ziel einer Begründung der wissenschaftlichen Erkenntnis im Zentrum. Er vertritt eine rationalistische Position: Denken hat mit Evidentem zu tun, wenn die Vorstellungen klar und deutlich (clare et distincte) sind. Dies zeigt sich, wenn die Vorstellung „dem aufmerksamen Geist gegenwärtig und offenkundig ist.“ Der Ausgangspunkt der Erkenntnis und damit der Wissenschaften ist die sich allem Zweifel entziehende letzte Evidenz des sich selbst denkenden Subjekts (cogito ergo sum).
Gottfried Wilhelm Leibniz (1646–1716) nimmt zahlreiche Gedanken von Descartes auf, präzisiert sie und integriert sie in Entwürfe einer komplexen Gesamttheorie. Auch für ihn gründet Evidenz nicht in der Empirie, sondern im Denken, und zwar in einer lichtvollen Gewissheit, die aus der Verbindung von Vorstellungen resultiere.

### Empirismus und Skeptizismus
John Locke (1632–1704) arbeitet eine empiristische Position weiter aus: In der sinnlichen Intuition gründe alle Gewissheit (certainty) und Evidenz unseres Wissens. Für den Skeptiker David Hume (1711–1776) ist Evidenz bloß eine subjektive Gewissheit, die nicht zur Begründung von Wissenschaften geeignet sei.

### Kant
Immanuel Kant (1724–1804) unterscheidet zwischen einer unmittelbaren Evidenz und einer mittelbaren Evidenz, die unter der Bedingung einer möglichen Erfahrung steht, in Bezug auf die Grundsätze des reinen Verstandes. Die Evidenz kann demnach entweder intuitiv oder diskursiv (anschaulich oder begrifflich) sein.

### Vermittlungstheologie
Friedrich Schleiermacher (1768–1834) betonte als Vermittlungstheologe in seiner Dialektik, dass Wissen einhergehe mit einem Gefühl des Überzeugtseins, das Evidenzgefühl genannt werden könne.

### Aktpsychologie
Für Franz Brentano (1838–1917), Begründer der Aktpsychologie, war der Begriff der Evidenz grundlegend für seine Auffassung von Wahrheit: Die Theorie der Wahrheit als Übereinstimmung eines Urteils mit einem Gegenstand (Korrespondenztheorie) betrachtete er als sachlich falsch, weil sie notwendigerweise in einen Zirkel führen müsse. Als evident bezeichnete er solche Urteile, die eine vollkommen einfache Erlebnisqualität ausdrückten. Solche Erfahrungen kann man nicht auf einfachere Bestimmungen zurückführen. Der Begriff der Evidenz ist deshalb nicht definierbar, sondern nur erfahrbar. An der Wahrheit der Summe 1 + 1 = 2 gebe es keinen Zweifel.
Evidente Urteile entstehen durch Intuition und beschränken sich auf die innere Wahrnehmung und einfache Beziehungen zwischen Begriffen. Die Gleichsetzung von wahr mit evident in der Erkenntnistheorie übertrug Brentano auf die Ethik, wo evident dann gut bedeutet. Auch hier lässt sich der Begriff nicht exakt bestimmen, sondern nur durch konkrete emotionale Akte der Zustimmung (Liebe) oder der Ablehnung (Hass) erfahren.

### Phänomenologie
Edmund Husserl (1859–1938) entwickelt als Brentanos Schüler aus der Aktpsychologie schließlich die Phänomenologie. Für Husserl ist Evidenz das objektive Korrelat zum subjektiven Fürwahrhalten („Intention“) eines Sachverhalts; Evidenz bestehe jeweils, „wo immer eine setzende Intention (zumal eine behauptende) ihre Bestätigung durch eine korrespondierende und voll angepaßte Wahrnehmung, sei es auch eine passende Synthesis zusammenhängender Einzelwahrnehmungen, findet.“ Evident kann auch sein, dass ein behaupteter Sachverhalt nicht gegeben ist.
„Evidenz ist in einem allerweitesten Sinne eine Erfahrung von Seiendem und So-Seiendem, eben ein Es-selbst-geistig-zu-Gesicht-Bekommen. Widerstreit mit dem, was sie, was Erfahrung zeigt, ergibt das Negativum der Evidenz (oder die negative Evidenz) und als seinen Inhalt die evidente Falschheit.“
Das subjektive Fürwahrhalten beinhaltet die Irrtumsmöglichkeit. Daher kann Evidenz mehr oder weniger vollkommen sein. Im vorwissenschaftlichen Bereich sind Evidenz und Wahrheit grundsätzlich relativ und dies genügt auch für das Alltagsleben. „Wissenschaft aber sucht Wahrheiten, die ein für allemal und für jedermann gültig sind und gültig bleiben, und demgemäß neuartige und bis ins letzte durchgeführte Bewährungen.“ Der Wissenschaftsprozess ist ein sich immer korrigierender Vorgang aufgrund neuer Erkenntnisse, der aber als Ziel das Ideal der vollkommenen Evidenz immer im Auge hat. Die vollkommene Evidenz ist der Anfangspunkt aller Erklärungen in Wissenschaft und Philosophie. Dies ist möglicherweise ein Prozess, dessen Horizont im Unendlichen liegt. Daher darf bei noch offenen Fragen keine Endgültigkeit der Evidenz behauptet werden. Selbst das Dasein der Welt ist keine apodiktisch zu behauptende Evidenz, denn selbst das „Sein der Welt auf Grund der natürlichen Erfahrungsevidenz darf nicht mehr für uns selbstverständliche Tatsache sein, sondern selbst nur ein Geltungsphänomen“.

### Analytische Philosophie
George Edward Moore (1873–1958) begründete gemeinsam mit Wittgenstein die Analytische Philosophie. Moore war ein Vertreter der Common-Sense-Philosophie. In seiner Argumentation richtete er sich gegen den philosophischen Skeptizismus, also die These, dass es überhaupt kein sicheres Wissen (jedenfalls über Sachverhalte der äußeren Realität) gebe. Auch im Anschluss an Moore hat Ludwig Wittgenstein (1889–1951) sich zum Problem des Gegebenseins von Evidenzen geäußert:
„Ja, ich glaube, daß jeder Mensch zwei menschliche Eltern hat; aber die Katholiken glauben, daß Jesus nur eine menschliche Mutter hatte. Und Andre könnten glauben, es gebe Menschen, die keine Eltern haben, und aller gegenteiligen Evidenz keinen Glauben schenken. Die Katholiken glauben auch, daß eine Oblate unter gewissen Umständen ihr Wesen gänzlich ändert, und zugleich, daß alle Evidenz das Gegenteil beweist. Wenn also Moore sagte »Ich weiß, daß dies Wein und nicht Blut ist«, so würden Katholiken ihm widersprechen.“
„Ich, L.W., bin sicher, daß mein Freund nicht Sägespäne im Leib oder im Kopf hat, obwohl ich dafür keine direkte Evidenz der Sinne habe. Ich bin sicher, auf Grund dessen, was mir gesagt wurde, was ich gelesen habe, und meiner Erfahrungen. Daran zu zweifeln erscheint mir als Wahnsinn, freilich in Übereinstimmung mit Anderen; aber ich stimme mit ihnen überein.“
„Was wir historische Evidenz nennen, deutet darauf hin, die Erde habe schon lange vor meiner Geburt existiert; – die entgegengesetzte Hypothese hat nichts für sich.“

## Kritik
Wilfrid Sellars (1912–1989), ein Anhänger des Naturalismus, entwickelte in seinem Essay Empiricism and the Philosophy of Mind eine Kritik an Voraussetzungen der Phänomenologie sowie der Analysen des Wissensbegriffs, der mit Sinnesdaten verknüpft ist. Vorausgesetzt werde dabei, dass wir von unserer Sinneswahrnehmung ein Wissen haben, welches von unserem Begriffsapparat, wie wir ihn bei der Wahrnehmung bestimmter Objekte anwenden, unabhängig ist. Diese Kritik richtete sich u. a. gegen die von Clarence Irving Lewis im Anschluss an Kant entwickelte Erkenntnistheorie und gegen den Positivismus von Rudolf Carnap.
Wolfgang Stegmüller (1923–1991) bezeichnet Evidenz als „eine Einsicht ohne methodische Vermittlungen“ und eine der wesentlichen Säulen unseres Argumentierens: „All unser Argumentieren, Ableiten, Widerlegen, Überprüfen ist ein ununterbrochener Appell an Evidenzen, wobei … das ‚Appell an…‘ nicht so misszuverstehen ist, als würde die Evidenz jeweils den Gegenstand der Rechtfertigung darstellen. Sie ist das ‚Wie‘ und nicht das ‚Worüber‘ des Urteilens.“
So berufen wir uns in Wissenschaft und Alltag also beständig auf „evidente“ Sätze, auf „offensichtliche“ und „selbstverständliche“ Einsichten, ohne den eigentlichen Charakter dieser Einsichten jemals beweisen zu können, denn: „… das Evidenzproblem ist absolut unlösbar … alle Argumente für die Evidenz stellen einen Teufelskreis (circulus vitiosus) dar und alle Argumente gegen sie einen Selbstwiderspruch… Wer für die Evidenz argumentiert, begeht einen Zirkel, denn er will beweisen, dass es die Evidenz gibt; das zu Beweisende soll also das Ergebnis der Überlegungen darstellen, während er vom ersten Augenblick seiner Argumentation an Evidenz bereits voraussetzen muss. Wer gegen sie argumentiert, begeht einen Selbstwiderspruch; denn er muss ebenfalls voraussetzen, dass seine Argumentationen evident sind.“